# Летниковская улица
Летнико́вская у́лица — улица в центре Москвы в районах Замоскворечье и Даниловский между Кожевнической улицей и Жуковым проездом.

## История
Названа в честь Ивана Летникова (1889—1920) — рабочего и первого послереволюционного директора местного завода «Поставщик». До 1922 года — Гусятниковская улица. Это название известно с XVIII века — здесь жили известные купцы Гусятниковы (сохранился Гусятников переулок в Басманном районе).

## Описание
Начинается от Кожевнической улицы, проходит на юг, слева к ней примыкает 1-й Кожевнический переулок, заканчивается на Жуковом проезде недалеко от Жуковского путепровода через железную дорогу Павелецкого направления (перегон «Москва-Павелецкая»—Москва-Товарная-Павелецкая). Улица идёт вдоль Павелецкой железной дороги, и раньше здесь находилась типичная фабричная зона, на месте которой в XXI веке выстроены и строятся офисные здания и высотные жилые кварталы.

## Здания и сооружения
По нечётной стороне:
- № 7—9 — ВНИИ буровой техники;
- № 11 — стройплощадка ЖК High Life на территории бывшего кожевенного завода[2]
- № 13 — ЖК Mitte;
- Жуков проезд 21А (южнее дома № 13) — подстанция «Кожевническая», снабжающая энергией парк «Зарядье»[3]

По чётной стороне:
- № 2 — офисно-гостиничный квартал «Вивальди-плаза» на территории бывшего фурнитурного завода
  - № 2, строение 1 — Евразийская экономическая комиссия
  - № 2, строение 4 — Банк «Финансовая корпорация Открытие»
- № 6 — стройплощадка ЖК Voxhall на территории бывшего завода нетканых материалов;
- № 10 — офисный квартал «Святогор» на территории бывшей одноимённой фабрики, кожевенного завода и НИИтракторсельхозмаша;